# Musikåret 1986

## Händelser

### Mars
- 22 – Lasse Holms och Monica Törnells låt E' de' det här du kallar kärlek vinner den svenska uttagningen till Eurovision Song Contest på Cirkus i Stockholm.[1]

### April
- 20 – Pianisten Vladimir Horowitz framträder vid en konsert i Moskva.[2]

### Maj
- Maj – Dolly Parton-temaparken Dollywood invigs.[3]
- 3 – Sandra Kims låt J'aime la vie vinner Eurovision Song Contest i Bergen för Belgien [4].
- 14 – Björn Ulvaeus och Benny Anderssons musikal Chess, med Tommy Körberg i en av huvudrollerna, har världspremiär i London.[5]
- 26 – Europe släpper sitt storsäljande album The Final Countdown

### Juni
- 1 – Musikalen La cage aux Folles, med Jan Malmsjö i huvudrollen, spelas för sista gången på Malmö stadsteater och har sedan premiären i september 1985 setts av 235 000 personer under 150 föreställningar.[2]
- 7 – Queen spelar på Råsunda fotbollsstadion i Solna.

### Juli
- 24 – Rockartisten Bob Geldof adlas i Storbritannien för sina insatser med Live Aid.[2]

### Augusti
- 16 – Rod Stewart på Råsunda fotbollsstadion i Solna
- 23 – Hårdrocksfestivalen Monsters of Rock arrangeras för andra gången i Sverige, på Råsundastadion i Solna.

### September
- 2 – Kyrkomötet i Sverige avslutas, och har bland annat präglats av att man till nya svenska psalmboken plockat bort sången "Fädernas kyrka", som anses alltför otidsenlig och inte stå för ekumeniska ideal.[2]
- 27 – Cliff Burton, basist i hårdrocksgruppen Metallica, omkommer i en bussolycka med gruppens turnébuss på en bilväg i södra Sverige mellan Ljungby och Värnamo.

### Oktober
- 4 – Carola premiärframträder med sin nya låt Runaway (skriven med BeeGees) i insamlingsgalan Flykting-86 på SVT (dåvarande TV1).

### November
- 11 – I Sverige påbörjas med Absolute Music 1 utgivningen av hitsamlings-albumserien Absolute Music.[6]

## Priser och utmärkelser
- Atterbergpriset – Torsten Nilsson
- Birgit Nilsson-stipendiet – Elisabeth Wärnfeldt
- Hugo Alfvénpriset – Lars-Erik Larsson
- Jan Johansson-stipendiet – Erik Norström
- Jenny Lind-stipendiet – Ann-Christine Larsson
- Jussi Björlingstipendiet – Thomas Sunnegårdh
- Medaljen för tonkonstens främjande – Birgit Stenberg, Håkan Edlén och Lars Eklund
- Nordiska rådets musikpris – Poemi for soloviolin och stråkorkester av Hafliði Hallgrímsson, Island
- Norrbymedaljen – Bo Johansson och Jan Åke Hillerud
- Rosenbergpriset – Åke Hermanson
- Spelmannen – Anders Eliasson
- Svenska Dagbladets operapris – Lena Nordin
- Ulla Billquist-stipendiet – Jörgen Magnusson
- Årets körledare – Eric Ericson (specialpris) och Bo Johansson

## Årets album
Vänligen sortera soloartister på efternamn, musikgrupper på förstabokstaven (utan engelskans "The" och "A")

### A – G
- Abba – Live[7]
- A-ha – Scoundrel Days
- Chet Baker – Silent Nights
- Bananarama – True Confessions
- Blandade artister – Deep Six
- Blandade artister – Labyrinth
- Blind Guardian – Battalions of Fear
- Bon Jovi – Slippery When Wet
- Crimson Glory – Crimson Glory
- D-A-D – Call of the Wild
- Miles Davis – Tutu
- Kikki Danielsson – Papaya Coconut
- Depeche Mode – Black Celebration
- Double Fantasy - Resa i tiden
- Duran Duran – Notorious
- Bob Dylan – Knocked Out Loaded
- Eldkvarn – Utanför lagen
- Europe – The Final Countdown
- Eurythmics – Revenge
- The Everly Brothers – Born Yesterday
- John Fogerty – Eye of the Zombie
- Fra Lippo Lippi – Songs
- Frankie Goes to Hollywood – Liverpool
- Peter Gabriel – So
- Art Garfunkel och Amy Grant – The Animals Christmas
- Genesis - Invisible Touch
- Kajsa Grytt och Malena Jönsson – Historier från en väg

### H – R
- The Housemartins – London 0 Hull 4
- The Human League – Crash
- Dan Hylander & Kosmonaut – Kung av onsdag
- Carola Häggkvist – Runaway
- Billy Idol – Whiplash Smile
- Iron Maiden – Somewhere in Time
- It Bites – The Big Lad in the Windmill
- Janet Jackson – Control
- Keith Jarrett – Sprits
- Keith Jarrett – Standards Live
- Judas Priest – Turbo
- KMFDM – What Do You Know, Deutschland?
- Kraftwerk – Electric Cafe
- Lill Lindfors – Om du var här
- Madonna – True Blue
- Eddie Money – Can't Hold Back
- Megadeth – Peace Sells... But Who's Buying?
- Metallica – Master of Puppets
- Pat Metheny & Ornette Coleman – Song X
- Modern Talking – In the Middle of Nowhere
- Modern Talking – Ready For Romance
- The Monkees – Then & Now... The Best of the Monkees
- The Monkees – 20th Anniversary Tour Live
- Van Morrison – No Guru, No Method, No Teacher
- New Order – Brotherhood
- Nick Cave & The Bad Seeds – Kicking Against the Pricks
- Nick Cave & The Bad Seeds – Your Funeral, My Trial
- Tom Paxton – And Loving You
- Tom Paxton – A Paxton Primer
- Tom Paxton – Folksong Festival 1986
- Pet Shop Boys – Disco
- Pet Shop Boys – Please
- Lena Philipsson – Kärleken är evig
- Queen – A Kind of Magic
- Roxette – Pearls of Passion[8]
- Jennifer Rush – Movin’

### S – Ö
- Neil Sedaka – The Good Times
- Sigue Sigue Sputnik – Flaunt It
- Paul Simon – Graceland
- Slayer – Reign in Blood
- The Smiths – The Queen Is Dead
- Steeler – Strike Back
- Strebers – Ur Led Är...
- SOS Band – Sands of Time
- Sonic Youth – EVOL
- Spandau Ballet – Through the Barricades
- Bruce Springsteen – Bruce Springsteen & E Street Band Live 1975-1985
- Rod Stewart – Every Beat of My Heart
- Ted Ström – Stråk
- Style – Heaven no. 7
- The Triffids – Born Sandy Devotional
- Toto – Fahrenheit
- Monica Törnell – Big Mama
- Monica Törnell – Förut...
- Magnus Uggla – Den döende dandyn
- Anna Vissi – H Ypomeni Kinisi
- Wham! – Music From the Edge of Heaven
- XTC – Skylarking

## Årets singlar och hitlåtar
Vänligen sortera soloartister på efternamn, musikgrupper på förstabokstaven (utan engelskans "The" och "A")
- A-ha – The Sun Always Shines on TV
- Susanne Alfvengren – Ögon man aldrig glömmer
- Anna Book – Killsnack
- Anna Book – ABC
- Berlin – Take My Breath Away
- Eddie Money – Take Me Home Tonight
- Bobbysocks – Waiting for the Morning [9]
- Bon Jovi – You Give Love a Bad Name
- Cameo – Word Up
- Cherelle & Alexander O'neal – Saturday Love
- Chris de Burgh – Lady in Red
- Peter Cetera – Glory of Love
- Cutting Crew – I Just Died In Your Arms
- Kikki Danielsson – En timme för sent [10]
- Kikki Danielsson – Rädda pojkar [10]
- Depeche Mode – A Question of Lust
- Depeche Mode – A Question of Time
- Depeche Mode – Stripped
- Device – Hanging On a Heart Attack
- Double – Captain of her Heart[11]
- Duran Duran – Notorious
- Erasure – Oh l'amour
- Europe – The Final Countdown
- Force MDs – Tender Love
- Samantha Fox – Touch Me (I Want Your Body)
- Frankie Goes to Hollywood – Rage Hard
- Peter Gabriel – Sledgehammer
- Lasse Holm – Canelloni Macaroni
- Lasse Holm och Monica Törnell – E' de' det här du kallar kärlek
- Whitney Houston – Greatest Love of All
- Whitney Houston – How Will I Know
- The Human League – Human
- Iron Maiden – Wasted Years
- Imperiet – Var e vargen
- Janet Jackson – Nasty
- Janet Jackson – When I Think of You
- Oran 'Juce' Jones – The Rain
- Sissel Kyrkjebø – Det skal lyse en sol
- Cyndi Lauper – True Colours
- Levert – (Pop pop pop)Goes my Mind
- Madonna – Papa Don't Preach
- Madonna – True Blue
- Madonna – La Isla bonita
- Modern Talking – Brother Louie
- Tone Norum – Stranded
- Arexander O'neal & Cherele – Saturday Love
- Orchestral Manoeuvres in the Dark – If You Leave
- Orchestral Manoeuvres in the Dark – (Forever) Live and Die
- Dolly Parton – Tie Our Love (In a Double Knot)
- Dolly Parton – We Had It All
- Pet Shop Boys – Love Comes Quickly
- Pet Shop Boys – Opportunities (Let's Make Lots of Money)
- Pet Shop Boys – Suburbia
- Pet Shop Boys – West End Girls
- Lena Philipsson – Kärleken är evig
- Prince and The Revolution – Kiss
- Professorn (Michael B. Tretow) – Den makalösa manicken
- Rolling Stones – Harlem Shuffle
- Linda Ronstadt & James Ingram – Somewhere Out There
- Roxette – Neverending Love [8]
- Rush – The Big Money
- The S.O.S. Band – Finest
- Paul Simon – The Boy in the Bubble
- Paul Simon – You Can Call Me Al
- Status Quo – In the Army Now
- Sting – Russians
- Strebers – På liv & död
- Style – Dover-Calais
- Thompson Twins – Nothing in Common
- Magnus Uggla – Fula gubbar
- Magnus Uggla – Joey Killer
- Steve Winwood – Higher Love

## Årets sångböcker och psalmböcker
- Svenska kyrkan, 1986 års svenska psalmbok

## Sverigetopplistan1986
| Datum                  | Låttitel                      | Artist/grupp                     | Bakgrund       |
| ---------------------- | ----------------------------- | -------------------------------- | -------------- |
| 8 januari 1986 (8v)    | Say You, Say Me               | Lionel Richie                    | USA            |
| 5 mars 1986 (6v)       | Brother Louie                 | Modern Talking                   | Tyskland       |
| 16 april 1986 (6v)     | Dover-Calais                  | Style                            | Sverige        |
| 28 maj 1986 (6v)       | The Final Countdown           | Europe                           | Sverige        |
| 9 juli 1986 (8v)       | Touch Me (I Want Your Body)   | Samantha Fox                     | Storbritannien |
| 27 augusti 1986 (2v)   | Do Ya Do Ya (Wanna Please Me) | Samantha Fox                     | Storbritannien |
| 10 september 1986 (2v) | Glory Of Love                 | Peter Cetera                     | USA            |
| 24 september 1986 (8v) | Joey Killer                   | Magnus Uggla                     | Sverige        |
| 19 november 1986 (8v)  | The Way You Are               | Agnetha Fältskog & Ola Håkansson | Sverige        |

## Födda
- 19 februari – Maria Mena, norsk singer/songwriter.
- 23 februari – Ola Svensson, svensk sångare och dokusåpadeltagare, medverkade i Idol 2005.
- 28 mars – Lady Gaga, amerikansk sångare och låtskrivare.
- 30 maj – Stefan Wesström, svensk musiker, medlem i Pandang.
- 21 juni – Lana Del Rey, amerikansk sångare och låtskrivare.
- 13 juni - Måns Zelmerlöv, svensk sångare, medverkade i Idol 2005.
- 2 juli – Lindsay Lohan, amerikansk skådespelare och popsångare.

## Avlidna
- 4 januari
  - Phil Lynott, 36, irländsk musiker, ledare för hårdrocksgruppen Thin Lizzy.
  - Curt 'Minimal' Åström, 61, svensk skådespelare, sångare, kompositör och textförfattare.
- 14 februari – Edmund Rubbra, 84, brittisk tonsättare.
- 4 mars
  - Howard Greenfield, 49, amerikansk textförfattare (Oh Carol, Breaking Up Is Hard to Do).
  - Richard Manuel, 42, kanadensisk musiker, pianist och trummis i The Band (självmord).
- 19 april – Dag Wirén, 80, svensk kompositör och musikarrangör.[2]
- 23 april – Harold Arlen, 81, amerikansk kompositör.
- 8 juni – Eric Sahlström, 73, svensk riksspelman på nyckelharpa.[2]
- 13 juni – Benny Goodman, 77, amerikansk klarinettist.[2]
- 3 juli – Rudy Vallée, 84, amerikansk sångare, saxofonist, orkesterledare och skådespelare.
- 31 juli – Teddy Wilson, 74, amerikansk jazzpianist.[2]
- 6 augusti – Beppe Wolgers, 57, svensk författare, poet, översättare, underhållare.[2]
- 14 augusti – Inger Axö, 47, svensk skådespelare och sångare.
- 21 augusti – Thad Jones, 63, amerikansk jazztrumpetare och kompositör.
- 4 september – Christer Boustedt, 47, svensk musiker och skådespelare.
- 25 september – Franz von Lampe, 68, svensk violinpedagog och skulptör.
- 27 september – Cliff Burton, 24, basist i Metallica.
- 27 december – Lars-Erik Larsson, 78, svensk tonsättare.[2]

### Fotnoter
1. ↑  ”Poplight - Melodifestivalen”. Arkiverad från originalet den 24 maj 2012. https://archive.is/20120524214615/http://poplight.zitiz.se/melodifestivalen/1986. Läst 24 maj 2012.
2. 1 2 3 4 5 6 7 8 9 10   Horisont 1986. Bertmarks
3. ↑  ”Theme Park Timelines”. 2002-2005. Arkiverad från originalet den 13 februari 2012. https://web.archive.org/web/20120213102225/http://www.abbasite.com/the-story/history/stardom. Läst 28 juli 2011.
4. ↑  ”Poplight - Eurovision Song Contest”. Arkiverad från originalet den 24 maj 2012. https://archive.is/20120524214617/http://poplight.zitiz.se/eurovision-song-contest/1986. Läst 24 maj 2012.
5. ↑  20:e århundrades När Var Hur - 1986, Bernt Himmelstedt, Forum, 1999
6. ↑  Absolute - Absolute Music 1 Arkiverad 5 december 2010 hämtat från the Wayback Machine.
7. ↑  ABBA – ABBA Live Arkiverad 12 december 2010 hämtat från the Wayback Machine.
8. 1 2  Roxettes diskografi Arkiverad 24 augusti 2011 hämtat från the Wayback Machine.
9. ↑  Elisabeth Andreassen fansite - Låthistorik Arkiverad 11 november 2013 hämtat från the Wayback Machine.
10. 1 2  Kikkis största hits Arkiverad 18 mars 2012 hämtat från the Wayback Machine.
11. ↑  http://www.discogs.com/...The-Captain-Of-Her-Heart/.../1233...